# Lockwood (Kalifornija)
Lockwood je naseljeno područje za statističke svrhe u američkoj saveznoj državi Kalifornija. Prema popisu stanovništva iz 2010. u njemu je živjelo 379 stanovnika.